# دیکتاتور بزرگ
دیکتاتور بزرگ (به انگلیسی: The Great Dictator) فیلمی کمدی و درام، به کارگردانی، تهیه‌کنندگی و نویسندگی چارلی چاپلین با بازی چارلی چاپلین، پولت گادرد، جک اوکی، محصول سال ۱۹۴۰ ایالات متحدهٔ آمریکا است.

## خلاصهٔ داستان

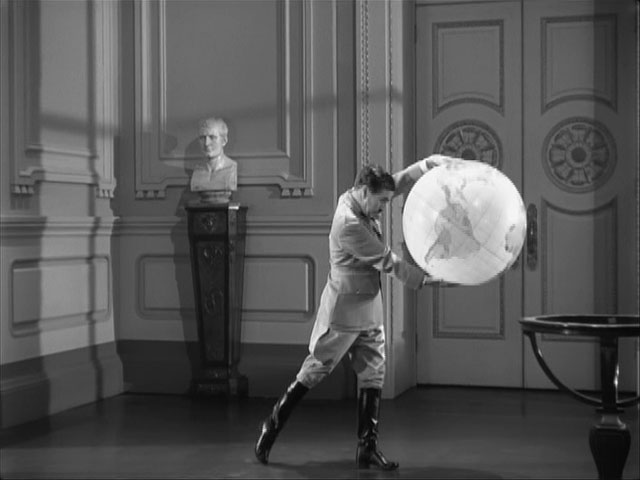
عکس قسمتی از فیلم

در سال‌های جنگ جهانی اول، سربازی به نام چارلی که پیش از ورود به ارتش آرایشگر بوده، بر اثر سقوط هواپیما حافظه‌اش را از دست می‌دهد. او وقتی چشم باز می‌کند خود را در یک آسایشگاه روانی می‌یابد و پس از مدتی، که طی آن حاکمیت کشور به دست دیکتاتوری به نام آدنوید هینکل (چارلی چاپلین) افتاده، از آنجا مرخص می‌شود.
شهر را فقر و بیکاری فرا می‌گیرد و مخالفان دیکتاتور به اردوگاه‌های کار اجباری فرستاده می‌شوند. خشم و خروش هینکل، دامن چارلیِ آرایشگر را نیز می‌گیرد و سربازان، مغازهٔ سلمانی‌اش را در منطقهٔ فقیرنشین شهر خراب می‌کنند و او را به یکی از اردوگاه‌ها می‌فرستند.
هینکل موافقت‌نامه‌ای را با یکی دیگر از دیکتاتورها، ناپولینی (جک اوکی) امضا می‌کند و هنگام حمله به کشور همسایه، چارلی با تغییر قیافه از اردوگاه می‌گریزد.
به اشتباه، چارلی را به‌جای هینکل می‌گیرند، و او از این فرصت استفاده می‌کند تا خطابه‌ای در ستایش صلح و انسانیت ایراد کند. در پایان، او به‌همراه یکی از ژنرال‌های خائن به هینکل، فرار می‌کند و سپس هینکل را به‌جای چارلی دستگیر می‌کنند.

## نکات جالب
- دیکتاتور بزرگ اولین فیلم ناطق و تماماً صداگذاری‌شدهٔ چاپلین پس از ۱۳ سال که از پایان دورهٔ سینمای صامت گذشته بود به‌حساب می‌آید.
- اولین بار، یکی از دوستان چاپلین به نام الکساندر کوردا به او گفت که شباهت‌های ظاهری با هیتلر دارد. بعداً چاپلین فهمید هفتهٔ تولدش هم با هیتلر یکی است و همین شباهت باعث شد تا ایدهٔ داستان فیلم به ذهنش برسد.
- تولید این فیلم از سال ۱۹۳۷، زمانی که بسیاری از مردم، نازیسم را یک تهدید نمی‌دانستند آغاز شد. سخنرانی‌هایی که دیکتاتور به زبان آلمانی انجام می‌دهد مفهومی ندارد و همهٔ آن‌ها برگرفته از پوسترها و تابلوهای تبلیغاتی است.
- هنگام انتشار فیلم، هیتلر تماشایش را در آلمان و همهٔ کشورهای تحت اشغال نازی‌ها ممنوع کرد. نهایتاً کنجکاوی او باعث شد که یک کپی از فیلم را از طریق کشور پرتغال تهیه کند و آن را نه یک بار، بلکه دو بار نگاه کند؛ و به گفته راینهارد اسپیتزی او این فیلم را خنده دار و جالب می‌دانست.[۲]
- با وجود ممنوعیت اکران دیکتاتور بزرگ در آلمان و کشورهای اشغالی، فیلم یک بار برای تماشاچیان آلمانی به نمایش درآمد. یکی از اعضای گروه مقاومت، یک نسخه از فیلم را که از یونان تهیه کرده بود، با کپی یک کمدی اپرا در سینمای ارتش عوض می‌کند. سربازان تا هنگامی که متوجه نشده بودند فیلم چیست به تماشا نشسته، اما پس از آن‌که فهمیدند ماجرا از چه قرار است، عده‌ای سالن را ترک کرده و عدهٔ دیگر به سمت پردهٔ سینما شلیک کردند.
- پس از آغاز ساخت فیلم، چاپلین هر روز اخبار دردناکتری از کارهای هیتلر می‌شنید تا نهایتاً حمله به فرانسه باعث شد که پایان فیلم را تغییر داده و سخنرانی معروفش را انجام دهد.
- چاپلین نام کاراکترِ هانا (پولت گادرد) را از روی اسم مادرش انتخاب کرد. پولت گادرد همسر سوم چاپلین بود که در سال ۱۹۴۲ از هم طلاق گرفتند.
- داستان فیلم در شهری خیالی به نام تومانیا می‌گذرد.
- در ایتالیا تمام صحنه‌هایی که ناپولینی (شخصیت تغییریافتهٔ موسولینی، با بازی جک اوکی) در آن حضور داشت، در احترام به بیوهٔ بنیتو موسولینی حذف شد. نسخهٔ کامل تا سال ۲۰۰۲ انتشار نیافت.
- چاپلین در سخنرانی ۵ دقیقه‌ای انتهای فیلم، کمتر از ده بار پلک می‌زند.
- جیمز استوارت، که در سال ۱۹۴۰، اسکار بهترین بازیگر نقش اول مرد را برای فیلم داستان فیلادلفیا برنده شد، از آنجا که می‌دانسته هیچ شانسی برای دریافت اسکار در برابر چارلی چاپلین ندارد، حتی قصد رفتن به مراسم را نداشته، تا این‌که سه ساعت مانده به مراسم، به او اعلام می‌شود که بایستی حاضر شود. این آخرین سالی بود که چند ساعت قبل از مراسم به برنده‌ها اعلام می‌شد که برنده شده‌اند.
- جک اوکی (ناپولینی) دربارهٔ نقش خود در دیکتاتور بزرگ گفته‌است که در ۱۰۰ فیلم ظاهر شده، ولی مردم همچنان او را به‌خاطر بازی در دیکتاتور بزرگ می‌شناسند.
- دیکتاتور بزرگ، پس از فیلم صامت و کوتاه پشت صحنه (۱۹۱۵)، اولین فیلمی بود که کاراکتر «چاپلین» اسم داشت.
- فیلمبرداری این فیلم ۵۳۹ روز طول کشید.

## بازیگران
- چارلی چاپلین در نقش چارلی آرایشگر و آدنوید هینکل (آدولف هیتلر)
- پولت گادرد در نقش هانا (معشوقهٔ چارلی)
- جک اوکی در نقش بنزینو ناپولینی (بنیتو موسولینی)

## نگاهی به فیلم
دیکتاتور بزرگ به عنوان یکی از شاهکارهای چاپلین و همچنین از جنجالی‌ترین فیلم‌های او نیز شناخته می‌شود. این فیلم اثری ضدنازی است که روایتگر دیکتاتوری اروپایی و در واقع تاریخچهٔ زندگی «آدنوید هینکل»، دیکتاتور کشور خیالیِ «تامانیا» است که دست به قتل‌عام یهودی‌ها می‌زند. فیلم گرچه با تغییر نام‌های متعدد همراه بوده‌است، ولی در واقع شخصیت متزلزل هیتلر را نشان می‌دهد که احساسات کمترین نقشی در وجودش ندارد و آرزوی امپراطوری بر جهان، چشم و دلش را کور کرده‌است. فیلم، صحنه‌های زیبایی همچون اصلاح ریش مشتری هماهنگ با موسیقی توسط «چارلی آرایشگر» نیز دارد که به آن رنگ و لعاب بیشتری بخشیده‌است.

## در اسکار
دیکتاتور بزرگ در مراسم جوایز اسکار ۱۹۴۱، نامزد پنج جایزه شد ولی به هیچ‌کدام از آن‌ها دست نیافت.
1. بهترین فیلم (یونایتد آرتیستز / چارلی چاپلین)
2. بهترین بازیگر نقش اول مرد (چارلی چاپلین)
3. بهترین فیلمنامهٔ غیراقتباسی (چارلی چاپلین)
4. بهترین بازیگر نقش مکمل مرد (جک اوکی)
5. بهترین موسیقی اورجینال (چارلی چاپلین/ مردیت ویلسون)